# Madonnenland

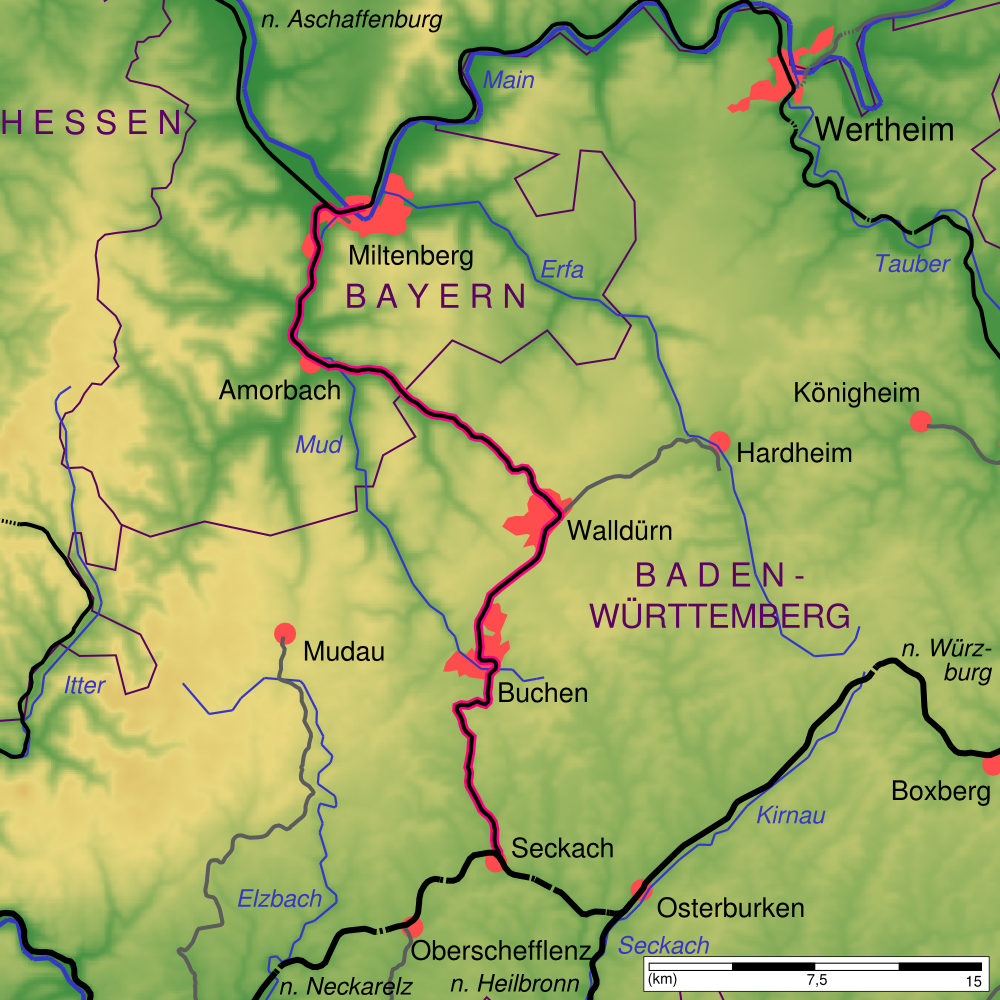
Karte (zur Madonnenlandbahn), die dem Westbereich des Kulturraums entspricht

Madonnenland oder auch Madonnenländchen ist die Bezeichnung für einen Landstrich, der sich vom östlichen Odenwald im nördlichen Grenzgebiet von Baden-Württemberg und Bayern, also vom Bauland über das Taubertal bis zum Taubergrund im Osten erstreckt. Die Bezeichnung ist kein geografischer, sondern ein kulturräumlicher Begriff. Die Verkleinerungsform „Madonnenländchen“ wird eher touristisch genutzt.
Den Namen „Madonnenland“ prägten in den 1920er Jahren der Heimatschriftsteller und Herausgeber der Zeitschrift Badische Heimat Hermann Eris Busse und der Heimat- und Mundartdichter Carl Reichert, weil das Gebiet reich an Bildstöcken mit Mariendarstellungen, Hausmadonnen und Mariensäulen ist. In der ehemals zu Kurmainz und zum Hochstift Würzburg gehörigen stark vom Katholizismus geprägten Region, zu der auch der ehemalige Landkreis Buchen und große Teile des Main-Tauber-Kreises zählen, prägte sich während der Gegenreformation eine besonders intensive Marienverehrung aus. Zahlreich erhaltene Madonnenbilder zeugen noch heute davon.
Die Bahnstrecke Seckach–Miltenberg führt über Buchen (Odenwald), Walldürn, Amorbach durch den Landstrich und wird daher auch als „Madonnenlandbahn“ bezeichnet.
Der Radwanderweg Odenwald-Madonnen-Weg führt ab Tauberbischofsheim durch den Odenwald bei Hardheim und Walldürn, das Neckartal bei Eberbach und Heidelberg bis in die Rheinebene nach Speyer.

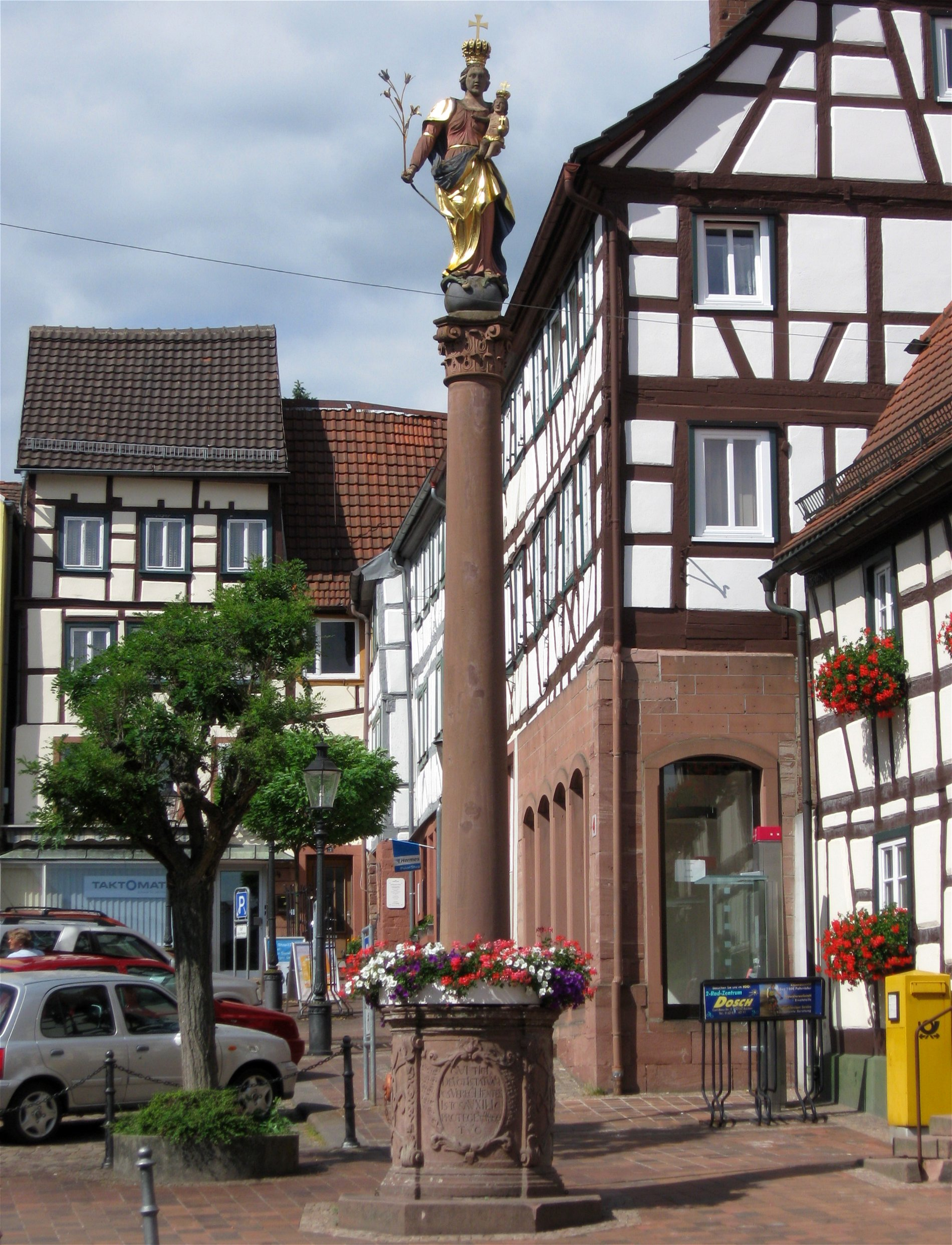
Mariensäule „am Bild“ in Buchen, wichtiges Marienbild im Madonnenländchen
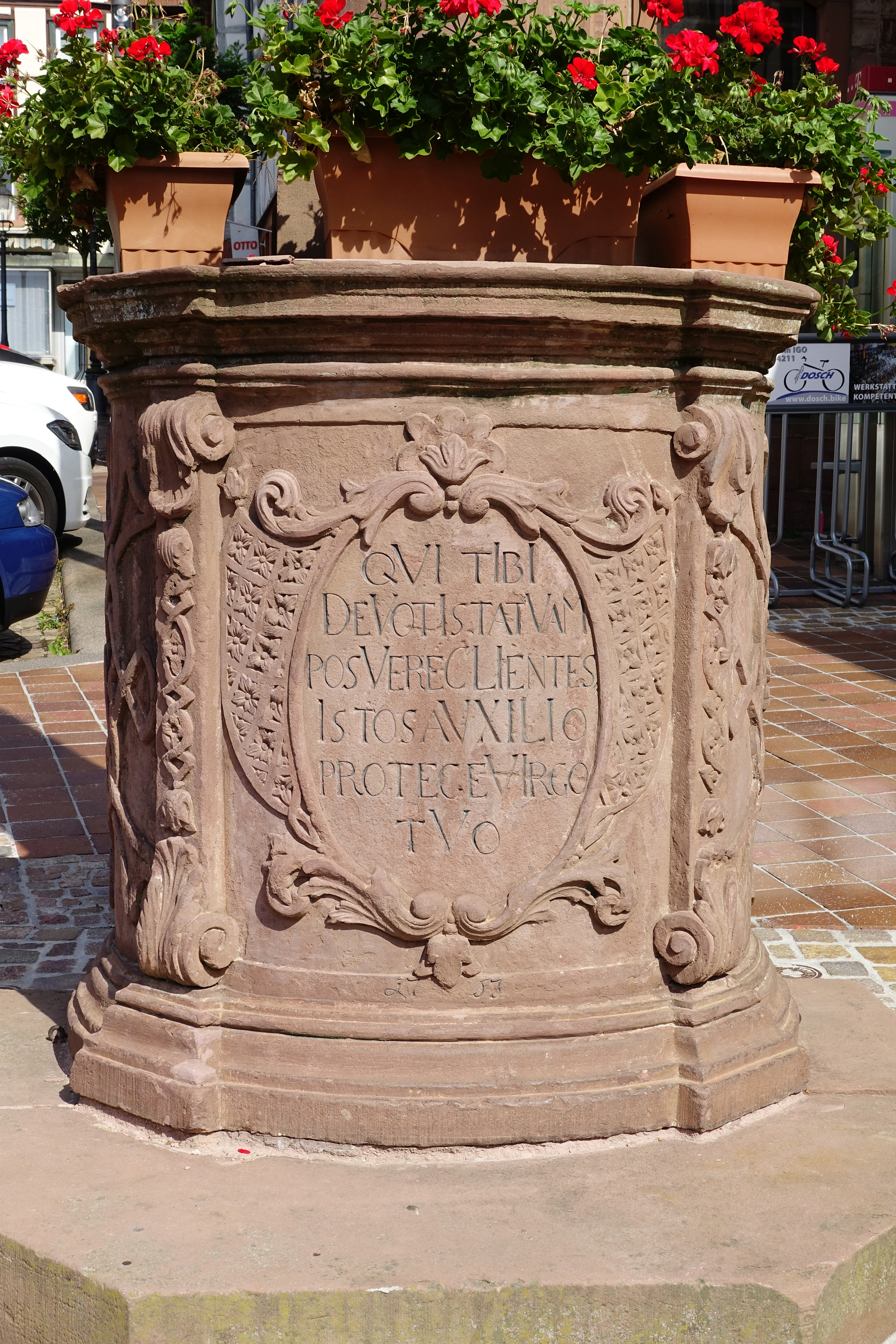
Votivspruch, Sockel der Mariensäule in Buchen, mit Chronogramm
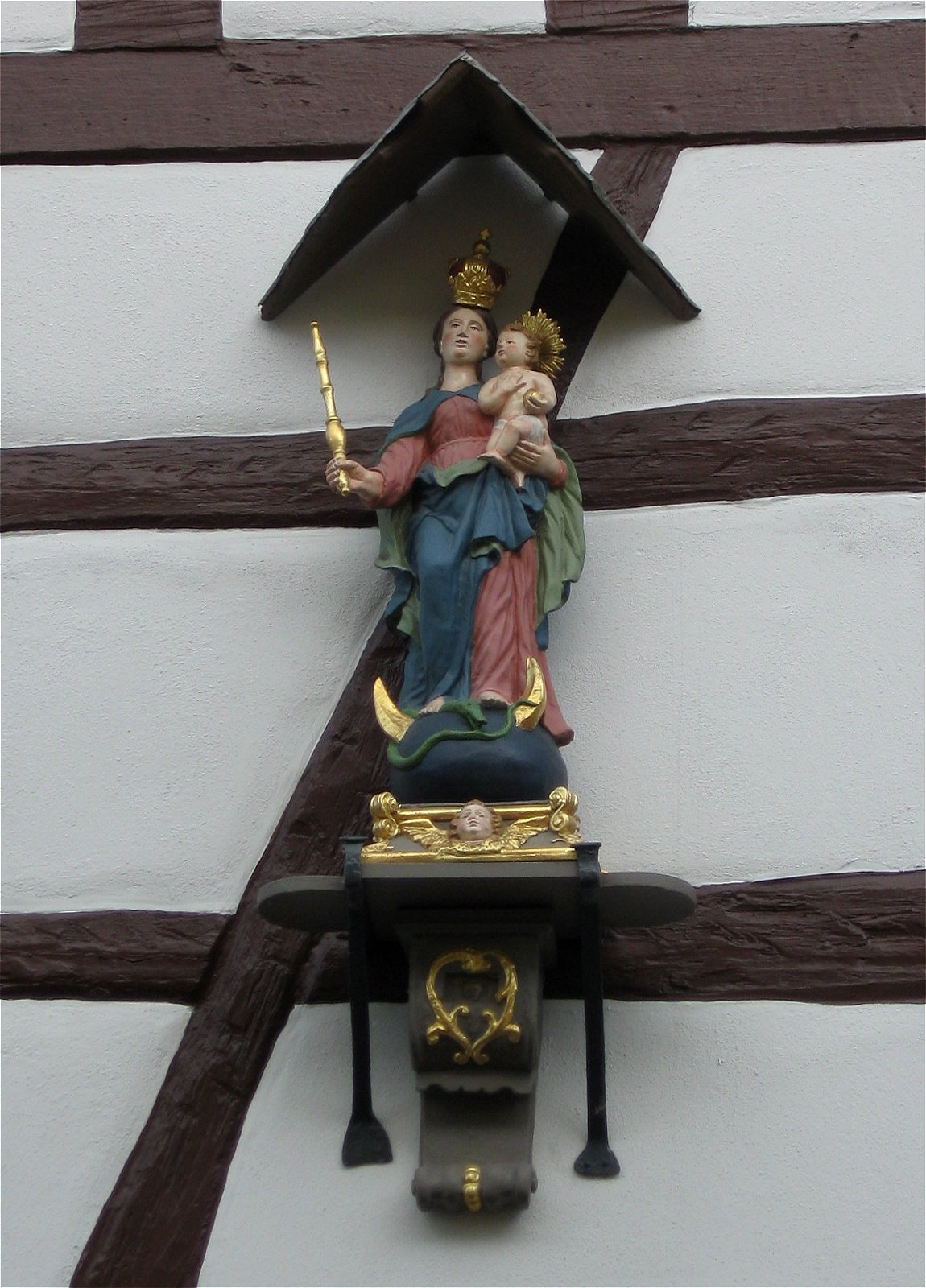
Hausmadonna in Buchen
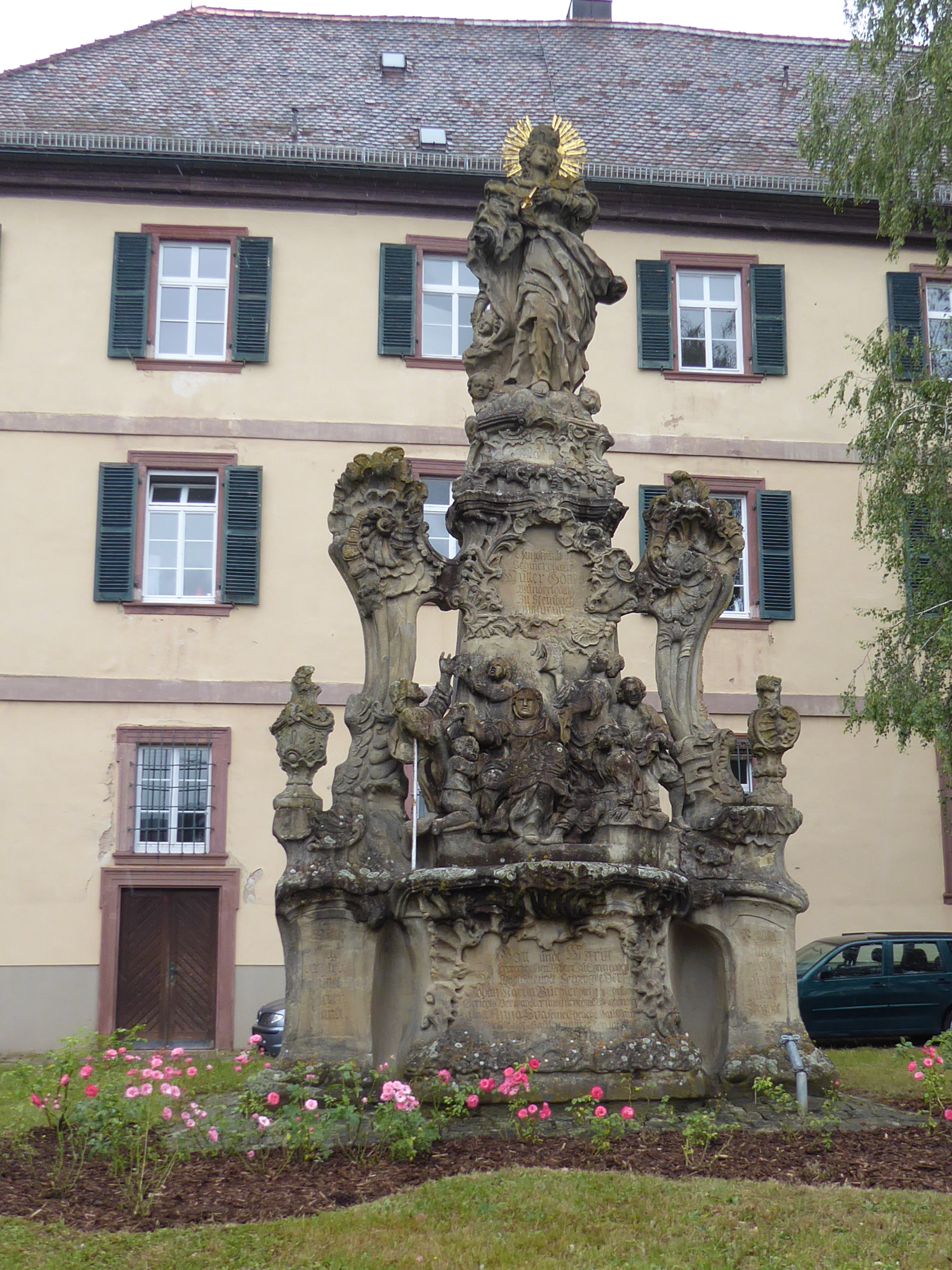
Freigruppe mit Maria als Trösterin von 1751 in Gerlachsheim an der Tauber, von H. E. Busse „herrlichste Mutter Gottes“ genannt, Gesamtansicht
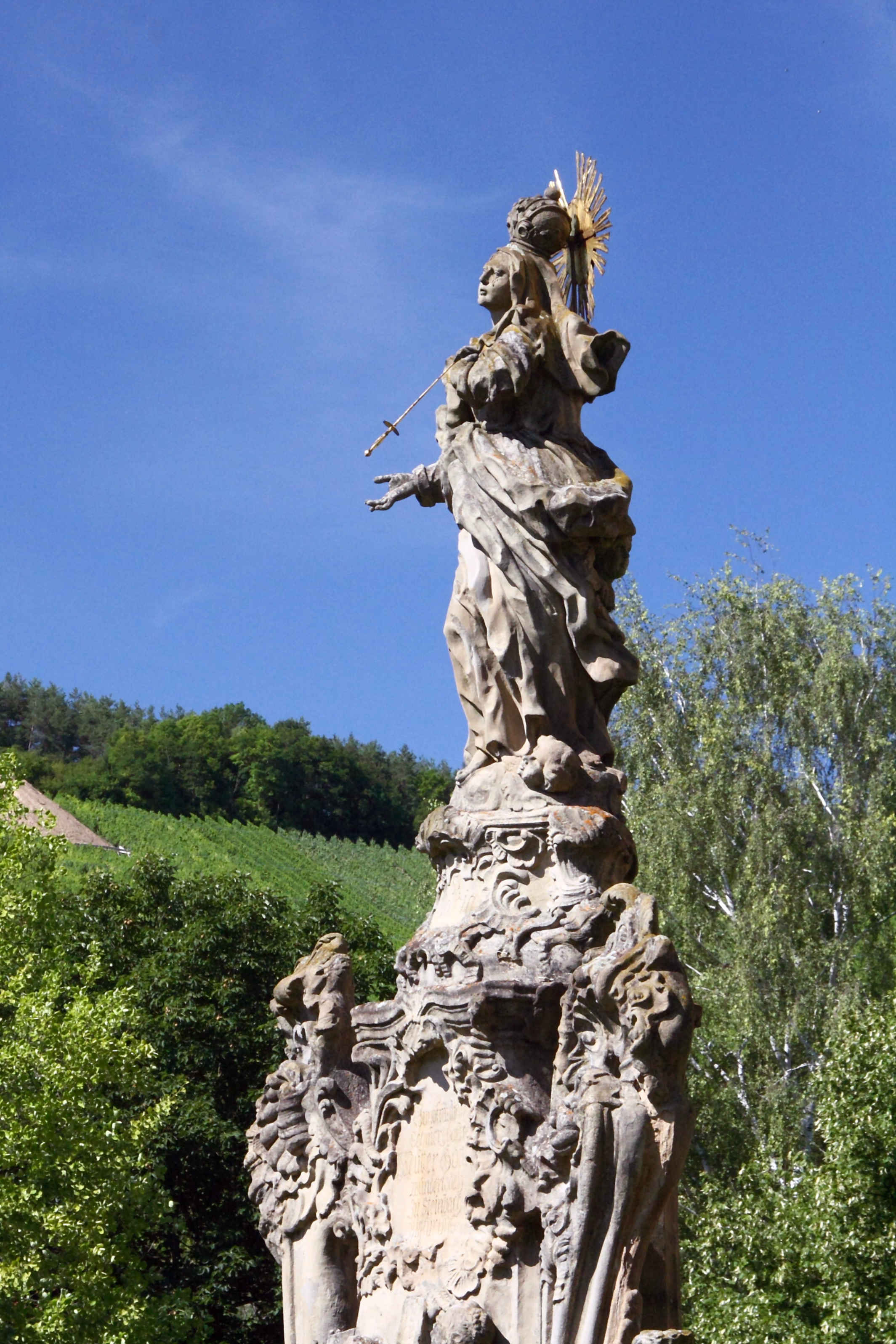
Freigruppe mit Maria als Trösterin in Gerlachsheim, seitliche Teilansicht